# Хюсеин Хафъзов
Хюсеин Хасан Хафъзов е български политик и журналист от ДПС (до 2016 г.) и ДОСТ (2016 – 2018). Народен представител от „ДПС“ в XLII и XLIII народно събрание.

## Биография
Хюсеин Хафъзов е роден на 26 август 1976 г. в град Айтос, Народна република България. Израства в айтоското село Тополица. Завършва основното си образование в селото, след което учи в средното ислямско духовно училище в Шумен – СОДУ „Нювваб“. След казармата изучава българска филология и журналистика в Бургаски свободен университет.
След 2001 г. работи известно време като свещенослужител в родното си селото и като секретар на Районното мюфтийство в Айтос. През 2005 г. става началник-отдел Образование в Главното мюфтийство, а месец по-късно главен секретар.

### Политическа дейност
На парламентарните избори през 2013 г. е кандидат за народен представител от ДПС в 2 МИР Бургас, откъдето е избран.
На парламентарните избори през 2014 г. е кандидат за народен представител от ДПС в 2 МИР Бургас, откъдето е избран. През януари 2016 г. напуска парламентарната група на ДПС и става независим народен представител. Месеци по-късно става съучредител на ДОСТ, основана от бившия председател на „ДПС“ Лютви Местан. През декември 2018 г. Хюсеин Хафъзов напуска ДОСТ.